# San Isidro de la Cuesta
San Isidro de la Cuesta är en ort i Mexiko.   Den ligger i kommunen Puruándiro och delstaten Michoacán de Ocampo, i den centrala delen av landet, 270 km väster om huvudstaden Mexico City. San Isidro de la Cuesta ligger 1 732 meter över havet och antalet invånare är 150.
Terrängen runt San Isidro de la Cuesta är kuperad åt sydost, men åt nordväst är den platt. Runt San Isidro de la Cuesta är det ganska tätbefolkat, med 100 invånare per kvadratkilometer. Närmaste större samhälle är Puruándiro, 10,8 km sydost om San Isidro de la Cuesta. I omgivningarna runt San Isidro de la Cuesta växer huvudsakligen savannskog.